# 112. brigada (Hrvaška vojska)
Za druge 112. brigade glejte 112. brigada.
112. brigada je bila pehotna brigada v sestavi Hrvaške vojske.

## Zgodovina
Brigada je bila ustanovljena 28. junija 1991 kot del Zbora narodne garde. Njena primarna zadolžitev je bila obramba Zadra in okolice.
V celotni hrvaški osamosvojitveni vojni je brigada izgubila 74 padlih in 2 izginula pripadnika.
26. maja 2006 je bila brigada odlikovana s redom Nikole Šubića Zrinskega, predhodno pa tudi s grbom mesta Zadar.

## Organizacija
- štab
- 1. bataljon
- 2. bataljon
- 3. bataljon
- 4. bataljon

## Poveljstvo
Poveljnik
- polkovnik Marko Culina (28. junij 1991-?)